# Háromudvar
Háromudvar (1899-ig Turó-Tridvor, szlovákul Turie) község Szlovákiában, a Zsolnai kerületben, a Zsolnai járásban. Turó és Tridvor települések egyesülésével jött létre.

## Fekvése
Zsolnától 8 km-re délre található.

## Története
A mai község területén a történelem előtti időkben a puhói kultúra települése állt.

### Háromudvar
Háromudvar (Tridvor) 1416-ban tűnik fel a forrásokban, ekkor három nemesi kúriát (udvart) említenek itt. Ennek alapján kapta később a település a magyar nevét. 1439-ben már „Harumwdvar” néven említik. Zsolnalitva várának uradalmához tartozott. A Hranostraj és Szeghy családok birtoka. 1598-ban 8 háza volt. 1784-ben 14 házában 15 családban 79 lakos élt.
A 18. század végén Vályi András így ír róla: „TRIDVORI. Tót falu Trentsén Várm. földes Ura Szeghy Uraság, lakosai katolikusok; határja ollyan, mint Vadicsóé.; UDVAR. Három Udvar, Tridvori. Trentsén Várm.”
1828-ban már csak majorként szerepel és a század folyamán Túrral egyesítették.

### Turó
Turó 1386-ban egy pénz átadásról szóló latin nyelvű feljegyzésben említik először „Tauricz” alakban. 1416-ban egy másik feljegyzésben „Thauricz” alakban szerepel. 1438-ban „Thwr”, 1439-ben „Twr” néven említik. A község Sztrecsnó várának uradalmához tartozott. 1598-ban 31 ház állt a településen. 1713-ban már Pongrácz Mária grófnő birtoka. 1720-ban 24 adózó családfője volt. 1784-ben 69 házában 77 családban 575 lakos élt.
A 18. század végén Vályi András így ír róla: „TURO. Tót falu Trentsén Várm. földes Ura H. Eszterházy Uraság, lakosai katolikusok, fekszik Rozinához közel, mellynek filiája; legelője, fája van, piatzozása nem meszsze; földgye közép termékenységű.”
1805-ben az Eszterházy családé. Következő birtokosa a Széghy család volt. 1828-ban 74 házát 1042-en lakták, akik főként mezőgazdasággal és állattartással foglalkoztak. Ezután egyesítették Háromudvarral.
Fényes Elek 1851-ben kiadott geográfiai szótárában így ír a faluról: „Turó, tót falu, Trencsén vmegyében, 934 kath., 10 evang. lak. Van egy filial temploma és szép fenyvese. F. u. h. Eszterházy.”
A Széghyek 1890-ben a zsolnai Milco János ügyvédnek adták el a birtokot, melyet 1901-ben a Veres család vásárolt meg. A trianoni diktátumig Trencsén vármegye Zsolnai járásához tartozott.
1944-ben a község területén súlyos harcok folytak a partizánok és a német megszállók között.

## Népessége
| Év:            | 1994. | 2004.   | 2014.   | 2024.   |
| -------------- | ----- | ------- | ------- | ------- |
| Emberek száma: | 1819  | 1970    | 1979    | 2158    |
| Eltérés:       |       | +8,30 % | +0,45 % | +9,04 % |

| Év:            | 2023. | 2024.   |
| -------------- | ----- | ------- |
| Emberek száma: | 2117  | 2158    |
| Eltérés:       |       | +1,93 % |

1910-ben 1312, túlnyomórészt szlovák lakosa volt.
2001-ben 1939 lakosából 1922 szlovák volt.
2011-ben 1977 lakosából 1907 szlovák.

## Nevezetességei
- Mihály arkangyal tiszteletére szentelt római katolikus temploma a 14. században épült késő román stílusban. A 17. században védőfallal vették körül.
- A falu határában álló Szent Rókus kápolna 1710-ben épült.